# Алкмена
Алкме́на (грец. Αλκμήνη) — дочка мікенського володаря Електріона, дружина Амфітріона і (за Евріпідом і Плутархом) Лісідіки, дочки Пелопа Згідно з Асієм, дочка Амфіарая і Еріфіли. 
Від Амфітріона вона народила Іфікла; від Зевса, який набув вигляду Амфітріона, народила Алкіда, що пізніше прийняв ім'я Геракл. Зевс провів із нею дві ночі поспіль, а також день, перетворений на ніч; або 3 вечора, або 4 ночі поспіль, або 9 ночей. Іфікл і Алкід були близнюками. Міф про народження Алкменою смертного і божественного дітей є проявом так званого культу близнюків. У грецькій міфології подібний сюжет див. у статті Діоскури. У цих міфах знайшло своє відображення вірування, що при народженні близнюків лише один з них зачинається смертним батьком. Другий же — кимось із надприродних істот.
Алкмена не могла народити Геракла 7 днів і ночей. За версією, народивши Геракла, віднесла його в Гераклове поле. Гера дала йому груди, але їх відкинуло немовля. Афіна віднесла його до матері й веліла годувати його. Або Гера, обдурена Зевсом, годувала дитину. Або Гермес відніс його на небо і приклав до грудей Гери, але Гера струсила його, і молоко утворило Чумацький шлях.
Після смерті чоловіка вона одружилася з сином Зевса, Радамантом, що жив в Окамі, в Беотії. За давнішим переказом, Зевс звелів Гермесу перевезти її рештки на Острови блаженних, де вона і була повінчана з Радамантом. Як мати Геракла і родоначальниця Гераклідів, вона була неодноразово оспівана грецькими поетами. Відомим сюжетом є також сцена, коли син Іфікла (онук Алкмени) Іолай добув в битві голову Еврістея, що багато років переслідував Геракла. Коли голову принесли до Алкмени, то вона виколола веретеном його очі.
По смерті Гілла Алкмена вирушила до Фів і, зникнувши там безслідно, стала шануватися у фіванців нарівні з богами. Або померла по дорозі в Мегарі, йдучи в Фіви з Аргоса, оракул у Дельфах говорив, що її краще поховати в Мегарі, її пам'ятник показували в Мегарі. За розповідями жителів Фів, коли вона померла, то перетворилася на камінь. Геракліди жили у Фівах у Електріних воріт. Коли вона померла, у труні виявили камінь. Гермес забрав її на Острови блаженних і дав у дружини Радаманту. Камінь фіванці поставили в священному гаю, де знаходиться героон Алкмени. Могили Радаманта і Алкмени були також у Галіарті. Одіссей зустрічає її в Аїді.
Алкмена мала брата Лікімнія, син якого Аргей, загинув, б'ючись в бою за Геракла.
Дійова особа трагедії Есхіла «Алкмена», трагедій Евріпіда «Геракліди» і «Алкмена», Іона Хіосського, Астідаманта Молодшого, Діонісія Сіракузького «Алкмена», трагедії Сенеки «Геркулес на Еті».